# Новомуллакаєво
Новомуллака́єво (рос. Новомуллакаево, башк. Яңы Муллаҡай) — село у складі Караідельського району Башкортостану, Росія. Адміністративний центр Новомуллакаєвської сільської ради.
Населення — 483 особи (2010; 546 у 2002).
Національний склад:
- башкири — 75 %